# Región fitozoogeográfica
Una región fitozoogeográfica es una región o espacio físico de cualquier ecosistema natural donde residen comunidades vegetales y comunidades animales relacionadas e interrelacionadas entre sí.

## Etimología
Las comunidades vegetales forman la flora y las comunidades animales forman la fauna, todo en conjunto forma la región fito (vegetal) zoo (animal) geográfica (lugar o espacio físico del ecosistema natural).
- Datos: Q6104288